# Titularerzbistum Amasea
Amasea ist ein Titularerzbistum der römisch-katholischen Kirche. 
Es geht zurück auf ein früheres Bistum der gleichnamigen Stadt in der römischen Provinz Bithynia et Pontus bzw. Diospontus und in der Spätantike Helenopontus an der türkischen Schwarzmeerküste bei Sinop. 
| Titularerzbischöfe von Amasea | Titularerzbischöfe von Amasea  | Titularerzbischöfe von Amasea                                                             | Titularerzbischöfe von Amasea | Titularerzbischöfe von Amasea |
| Nr.                           | Name                           | Amt                                                                                       | von                           | bis                           |
| ----------------------------- | ------------------------------ | ----------------------------------------------------------------------------------------- | ----------------------------- | ----------------------------- |
| 1                             | Giovanni Battista Agucchia     |                                                                                           | 19. November 1623             | 1632                          |
| 2                             | Fausto Poli Kardinal           |                                                                                           | 14. März 1633                 | 23. Mai 1644                  |
| 3                             | Francesco de’ Marini           | emeritierter Bischof von Molfetta (Königreich Neapel)                                     | 19. Januar 1671               | 27. April 1676                |
| 4                             | Ferdinando D’Adda              | Apostolischer Nuntius im Königreich England                                               | 3. März 1687                  | 13. Februar 1690              |
| 5                             | Agostino Cusani                |                                                                                           | 2. April 1696                 | 14. Oktober 1711              |
| 6                             | Fabritius Aurelius de Agostini |                                                                                           | 5. Oktober 1712               | 6. Dezember 1712              |
| 7                             | Joannes Christophorus Battelli |                                                                                           | 5. Oktober 1716               | 30. Juli 1725                 |
| 8                             | Giovanni Battista Gamberucci   |                                                                                           | 5. September 1725             | 28. November 1738             |
| 9                             | Jean-Paul-Gaston de Pins       | Apostolischer Administrator von Lyon-Vienne (Königreich Frankreich/Französische Republik) | 3. Mai 1824                   | 30. November 1850             |
| 10                            | Jean-Baptiste Pompallier       | emeritierter Bischof von Auckland (Neuseeland)                                            | 19. April 1869                | 21. Dezember 1871             |
| 11                            | Silvestre Guevara y Lira       | emeritierter Erzbischof von Caracas, Santiago de Venezuela (Venezuela)                    | 9. Januar 1877                | 20. Februar 1882              |
| 12                            | José Macchi                    | Weihbischof in Palestrina (Königreich Italien)                                            | 3. April 1889                 | 19. August 1897               |
| 13                            | Paul Rubian                    | Weihbischof in Rom (Königreich Italien)                                                   | 24. Februar 1900              | 16. April 1911                |
| 14                            | Bertram Orth                   | emeritierter Erzbischof von Victoria (Kanada)                                             | 1. Oktober 1908               | 10. Februar 1931              |
| 15                            | František Kordač               | emeritierter Erzbischof von Prag (Tschechoslowakei)                                       | 21. Juli 1931                 | 26. April 1934                |
| 16                            | Gustavo Testa                  | Kurienerzbischof                                                                          | 4. Juni 1934                  | 14. Dezember 1959             |
| 17                            | Gaetano Malchiodi              | Apostolischer Administrator von Loreto (Italien)                                          | 26. Januar 1960               | 22. Januar 1965               |
| 18                            | James Patrick Carroll          | Weihbischof in Sydney (Australien)                                                        | 15. Oktober 1965              | 14. Januar 1995               |